# Bröggel
Koordinaten: 51° 41′ 27″ N, 8° 5′ 59″ O

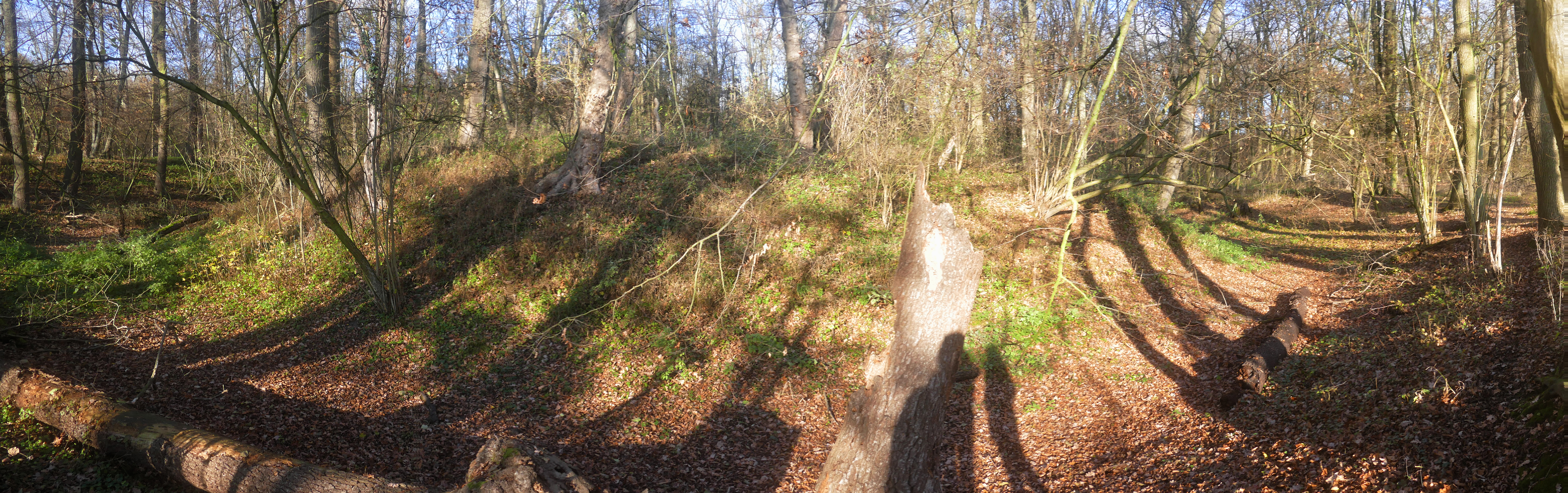
Reste der Bröggelburg

Bröggel (von mndd. brögil 'feuchte Niederung, Buschwerk in sumpfiger Gegend') ist ein Naturschutzgebiet in der Gemarkung Lippborg in der Gemeinde Lippetal im Kreis Soest in Nordrhein-Westfalen.

## Beschreibung
Das Gebiet erstreckt sich östlich vom Ortskern Lippborg und nördlich von Kesseler. Am südlichen Rand fließt der Bröggelbach, östlich verläuft die Landesstraße L 808. Nordwestlich erstreckt sich das 368,8 ha große Naturschutzgebiet (NSG) Stockumer Holz, südwestlich ist es das 137,3 ha große NSG Quabbeaue / Berkenkamp und südlich das 339,6 ha große NSG Alpke / Alpbach.
Am Waldrand am Bröggelbach unweit des Hofes Hohoff befindet sich die über ihre Gräften abzeichnende „Bröggelburg“. Sie war eine hochmittelalterliche Motte, die durch Funde von Münzen und Keramik in die Zeit von 1200 bis 1400 datieren lässt. Die Burg besteht aus einem 45 × 30 m großen Hügel, der von einer ca. 6 m breiten Gräfte umgeben ist. Zusätzlichen Schutz bot eine weitere, 8 m breite Gräfte, welche die Schlinge des Bröggelbachs im Norden abschneidet.
Die auch „Germanenlager“ genannte Wallburg Havixbrock im zweiten Havixbrockwald ebenfalls auf der Lippborger Gemarkung besaß wohl den Charakter einer Fliehburg. Sie wurde archäologisch im Auftrag der LWL-Archäologie für Westfalen untersucht und in das 9. – 11. Jahrhundert datiert.

## Bedeutung
Für Lippetal ist seit 1956 ein 118,64 ha großes Gebiet unter der Schlüsselnummer SO-021 als Naturschutzgebiet ausgewiesen.